# Ingeae
Ingeae je tribus náležející do podčeledi Caesalpinioideae čeledi bobovitých. Zahrnuje 36 rodů a je rozšířen v tropech a subtropech celého světa. Zástupci tohoto tribu jsou dřeviny s květy uspořádanými v hustých, často kulovitých květenstvích. Z květů vyčnívají dlouhé, nápadné tyčinky. Některé druhy se pěstují v tropech a subtropech jako okrasné dřeviny, zejména z rodů albízie a kaliandra.

## Popis
Tribus Ingeae zahrnuje výhradně dřeviny. Listy jsou jednoduše nebo dvakrát zpeřené, složené ze vstřícných nebo zcela výjimečně ze střídavých lístků. Na řapících, středním vřetenu a někdy i na postranních vřetenech listů bývají přítomny žlázky. Palisty jsou spíše nezřetelné, u některých zástupců přeměněné v ostny. Květy jsou uspořádány v úžlabních hlávkách, vrcholících, okolících, hroznech, klasech nebo latách, u některých zástupců tato květenství skládají úžlabní nebo vrcholové laty. Některé druhy jsou kauliflorní. Kališní lístky jsou v poupěti srostlé a chlopňovité (dotýkají se ale nepřekrývají). Koruna je chlopňovitá a srostlá. Tyčinek je mnoho, s nitkami ve spodní části srostlými. Prašníky nejsou zakončeny žlázkou. V semeníku je 1 až mnoho vajíček. Plody jsou různorodé, pukavé nebo nepukavé.

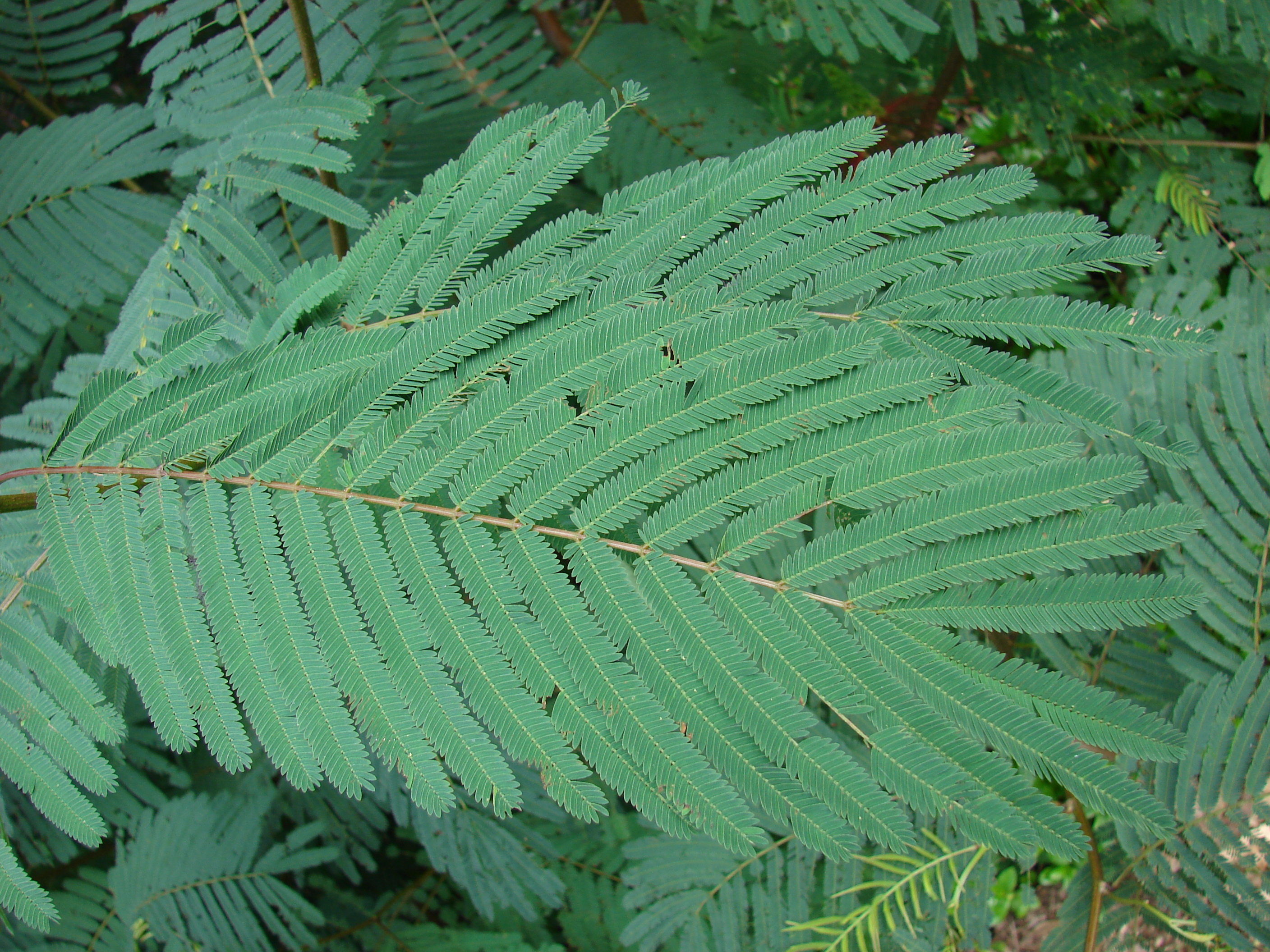
Dvojitě zpeřený list Calliandra houstoniana
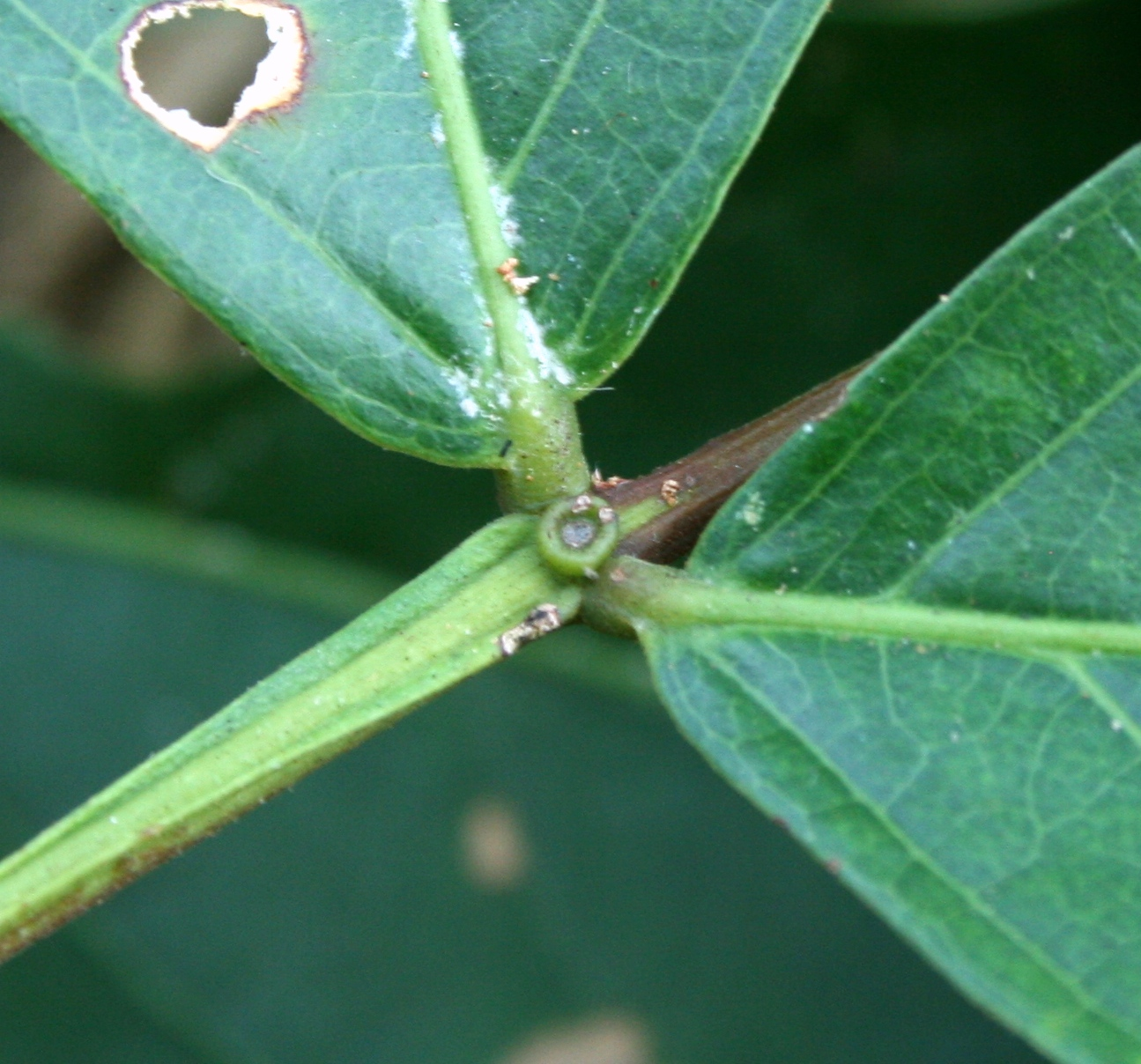
Miskovitá žlázka na řapíku ingy Inga bourgonii
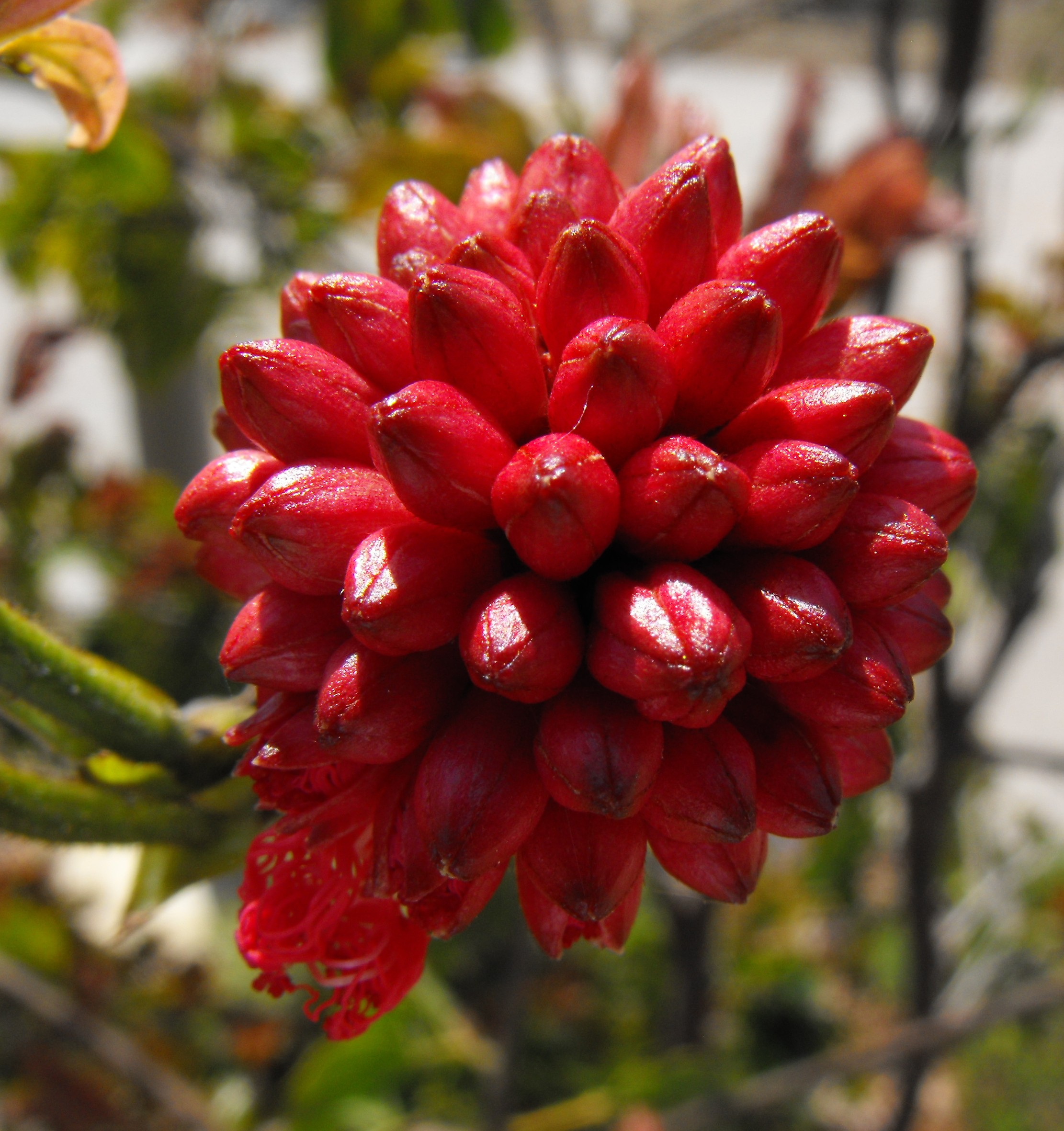
Nakvétající květenství Callindra haematocephala
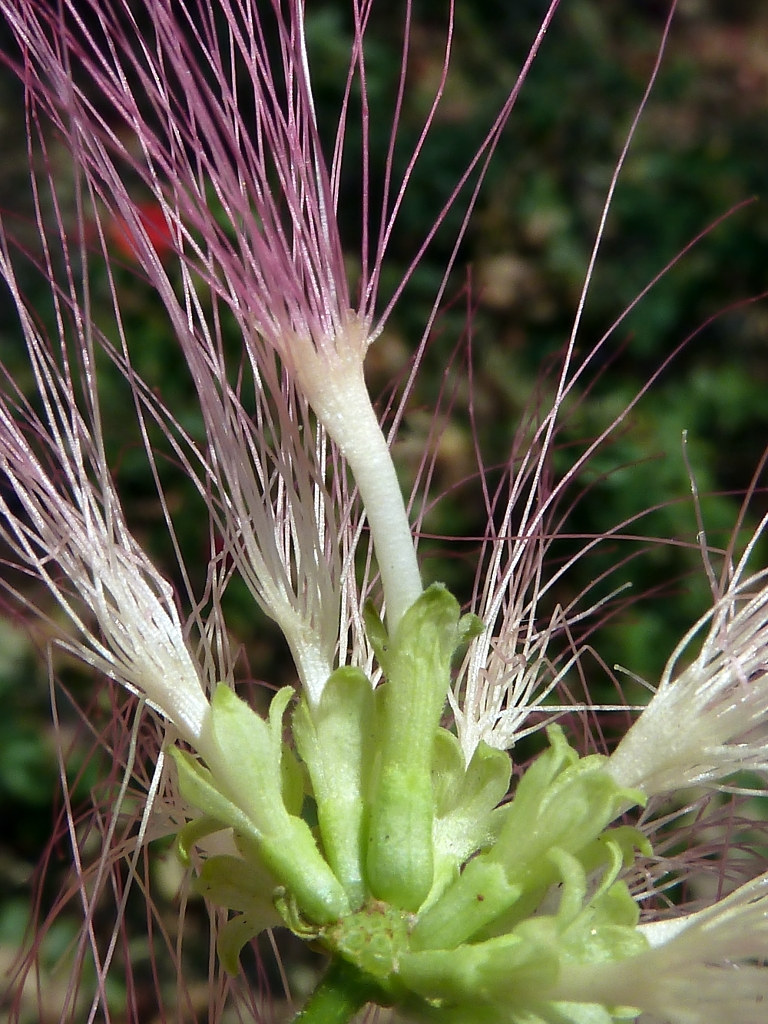
Detail květů albízie Albizia julibrissin

## Rozšíření
Tribus Ingeae zahrnuje 36 rodů a celkem asi 930 až 970 druhů. Je rozšířen v tropech a subtropech celého světa.

## Zástupci
- albízie (Albizia)
- inga (Inga)
- kaliandra (Calliandra)
- paralbízie (Paraserianthes)
- pitecelobium (Pithecellobium)
- saman (Samanea)
- ušatec (Enterolobium)[5]

## Význam
Mnozí zástupci Ingeae vynikají nápadnými a pestře zbarvenými květenstvími a jsou pěstovány v tropech a subtropech jako okrasné dřeviny. Náležejí mezi ně zejména rody albízie (Albizia), kaliandra (Calliandra) a inga (Inga). Cedrelinga cateniformis je důležitý amazonský strom těžený pro dřevo. V menší míře je těženo i dřevo jiných rodů, např. albízií, samanu (Samanea) a ušatce (Enterolobium). Mnohé druhy rodu inga mají v plodech sladkou jedlou dužninu.

## Seznam rodů
Abarema,
Albizia,
Archidendron,
Archidendropsis,
Blanchetiodendron,
Calliandra,
Cathormion,
Cedrelinga,
Chloroleucon,
Cojoba,
Ebenopsis,
Enterolobium,
Faidherbia,
Falcataria,
Guinetia,
Havardia,
Hesperalbizia,
Hydrochorea,
Inga,
Leucochloron,
Lysiloma,
Macrosamanea,
Marmaroxylon,
Painteria,
Pararchidendron,
Paraserianthes,
Pithecellobium,
Pseudosamanea,
Samanea,
Serianthes,
Sphinga,
Thailentadopsis,
Viguieranthus,
Wallaceodendron,
Zapoteca,
Zygia